# Валюшкис, Гедиминас Станислово
Гедиминас Валюшкис (лит. Gediminas Valiuškis; 24 января 1927, Каунас, Литва — 28 февраля 1999, Вильнюс, Литва) — советский и литовский архитектор, заслуженный строитель Литовской ССР (1968), лауреат Ленинской премии (1974).

## Биография
В 1951 году окончил Вильнюсский художественный институт. В 1951—1962 годах работал главным архитектором проектов в Институте проектирования городского строительства в Вильнюсе. В 1963—1995 годах — главный архитектор Вильнюса. Преподавал в Вильнюсском институте гражданского строительства (ныне Вильнюсский технический университет Гедимина; 1987—1995).
Специалист в области жилищного строительства.

## Важнейшие работы
- многоквартирные жилые дома в Вильнюсе на улицах А. Мицкявичяус (1956), Смелё (1959—1961), Антакальнё (1961—1964)[1]
- Жилой район Антакальнис (1960—1962, Вильнюс)
- 32-квартирный дом в городе Кедайняй (1962, совместно с Энрикасом Тамошявичюсом).
- Жилой район Лаздинай (начат в 1967 году, Вильнюс; совместно с В. Бредикисом, В. Чеканаускасом; Ленинская премия, которую, помимо авторов проекта, получили также архитектор В. К. Бальчюнас, строители А. Клейнотас, В. Шилейка[2]), отличающийся выразительностью объёмно- пространственного решения, учитывающего рельеф местности и зелёные насаждения.
- разработка проектов типовых жилых домов серий 1-431 и 1-318 (1955—1957, с соавторами).

Здания Г. Валюшкиса удобно спланированы, их внешний облик характеризуется удачно найденным ритмическим чередованием балконов, решёток, козырьков, красивыми цветовыми сочетаниями.
Принимал участие во многих престижных проектах советской литовской архитектуры.